# Pulkovói Obszervatórium

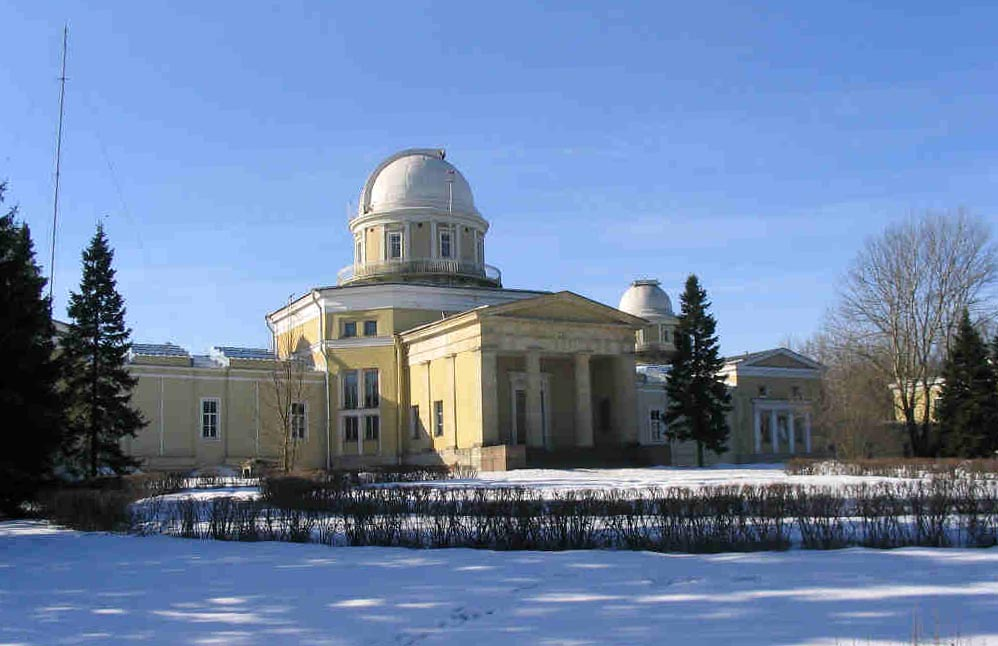

A Pulkovói Csillagvizsgáló (orosz nyelven: Пулковская астрономическая обсерватория, vagy: Pulkovszkaja csillagászati obszervatórium), hivatalos nevén az Orosz Tudományos Akadémia Pulkovói Központi Csillagvizsgálója az Orosz Tudományos Akadémia fő csillagvizsgálója.
Része a Szentpétervár történelmi központja és a kapcsolódó műemlékegyüttesek világörökségi helyszínnek.

## Fekvése
Szentpétervártól 19 km-rel délre, a Pulkovo magaslaton, 75 méterrel a tengerszint felett található.

## Története
Az obszervatóriumot 1839-ben nyitották meg, létrehozásának ötlete eredetileg Friedrich Georg Wilhelm von Struve oroszországi német csillagászé volt, aki az első igazgatója is lett a létesítménynek, majd 1861-ben fia, Otto Wilhelm von Struve követte őt. Az építész Alekszandr Brjullov volt. 
Az obszervatóriumot a legmodernebb eszközökkel szerelték fel, ezek egyike volt a 15 hüvelykes (380 mm) apertúrájú refraktor, amely akkoriban a világ egyik legnagyobb refraktora volt. 
1885-ben az obszervatóriumot 30 hüvelykes (760 mm) refraktorral szerelték fel, amely a világ legnagyobb használható refraktorának számított, egészen a néhány évvel későbbi kaliforniai Lick Obszervatórium 36 hüvelykes (910 mm) távcsövéig. Mindkettőt a massachusettsi Alvan Clark & Sons építette. 
Az obszervatórium fő munkaterülete a csillagok koordinátáinak és csillagászati állandók, mint például a precesszió, a nutáció, az aberráció és a fénytörés meghatározása, valamint kettőscsillagok felfedezése és mérése volt. Az obszervatórium tevékenységei Oroszország területének földrajzi tanulmányozásához és a navigáció fejlesztéséhez is kapcsolódtak. 
Az 1845-ös, 1865-ös, 1885-ös, 1905-ös és 1930-as évekre 374, majd 558 csillag legpontosabb helyzetét tartalmazó csillagkatalógusok készültek.
Az obszervatórium alapításának 50. évfordulójára felépítettek egy asztrofizikai laboratóriumot egy mechanikai műhellyel, és felállították Európa legnagyobb refraktorát (30 hüvelykes). 
Az asztrofizikai kutatás akkor kapott igazán lendületet, amikor 1890-ben Fjodor Bregyihint kinevezték az obszervatórium igazgatójává, és áthelyezték a moszkvai obszervatóriumból Arisztarh Belopolszkijt, a csillagspektroszkópia és a napkutatás szakértőjét. 1923-ban egy nagy Littrow-spektrográfot, 1940-ben pedig egy leningrádi gyárban gyártott vízszintes naptávcsövet állítottak fel. Miután 1894-ben kapott egy asztrográfot, az obszervatórium megkezdte az asztrofotózással kapcsolatos munkáját. Az obszervatórium 1927-ben kapott egy zónaasztrográfot, és ennek segítségével az orosz csillagászok katalogizálták az égbolt közeli sarkvidéki területek csillagait. Az égi pólusok mozgásának rendszeres megfigyelése a zenittávcső 1904-es megépítésével kezdődött. Az obszervatórium 1920-ban kezdte meg a pontos idő rádiójelek útján történő továbbítását. Az obszervatórium részt vett a geodéziai alapmunkákban, nevezetesen a Dunától a Jeges-tengerig tartó meridián ívének fokmérésében (1851-ig), valamint a Spitzbergák háromszögelésében 1899–1901-ben.
Az obszervatóriumban gyakornokként katonai geodéták és hidrográfusok dolgoztak. Az obszervatórium főépületének közepén áthaladó, Greenwichtől 30° 19,6'-cel keletre fekvő pulkovói meridián volt a kiindulópontja Oroszország minden korábbi földrajzi térképének.
Az obszervatórium szélességi körén nem látható déli csillagok megfigyelésére a tudósok két társult megfigyelőhelyet szerveztek. Az egyik a krími Szimeiz településen lévő asztrofizikai állomás (szimejizi obszervatórium) volt, amelyet egy magánobszervatórium alapján szerveztek meg, amelyet a csillagászatért rajongó Nyikolaj Malcov 1908-ban ajándékozott a Pulkovói Obszervatóriumnak. A másik egy asztrometriai állomás volt Mikolajivban – a haditengerészeti minisztérium egykori obszervatóriuma, (a mai Mikolajivi Csillagvizsgáló).

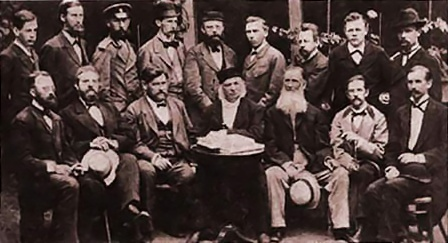
A Pulkovói Obszervatórium személyzete 1883-1886 között. Balról jobbra. Állva: Alexander Zhdanov, Ya. Zeibot, Nikolai Yakovlevich Tsinger, Karl Hermann Struve, Herman Yakovlevich Romberg, F. F. Vitram, E. E. Lindeman, Gustav Wilhelm Ludwig Struve, V. Gerbst. Ül: R. R. Lazarevich, Magnus Nyrén, A. Wagner, Otto Wilhelm von Struve, Johann Heinrich Wilhelm Döllen, B. Hasselberg, Oskar Backlund.

Leningrád ostroma alatt (1941–1944) az obszervatórium heves német légitámadások és tüzérségi bombázások célpontjává vált. Az összes épület teljesen megsemmisült. Drámai körülmények között a fő műszereket megmentették és biztonságban tárolták Leningrádban, beleértve a lerombolt 30″-os refraktor lencséjét is.
Az obszervatóriumot nemcsak helyreállították, hanem jelentősen ki is bővítették a műszerek, az alkalmazottak és a kutatási témák tekintetében is. Új osztályok jöttek létre, mint például a Rádiócsillagászati Osztály és a Műszergyártási Osztály (saját optikai és mechanikai műhellyel). A megmaradt régi műszereket is megjavították, korszerűsítették és újra üzembe helyezték. Új műszereket is telepítettek, mint például a 26 hüvelykes (660 mm-es) refraktort, egy vízszintes meridiánkészüléket, egy fotografikus polártávcsövet, egy nagy zenittávcsövet, csillag-interferométert, két naptávcsövet, koronográfot, egy nagy rádiotávcsövet és különféle laboratóriumi eszközöket. A 65 cm-es Zeiss-refraktort eredetileg Adolf Hitler ajándéknak szánta az amatőrcsillagász Benito Mussolininek, de nem szállították le, a Szovjetunió háborús jóvátételként szerezte meg.
A szimeizi állomás 1945-ben a Szovjet Tudományos Akadémia új krími asztrofizikai obszervatóriumának része lett. Megépítették továbbá a kiszlovodszki hegyi csillagászati állomást és egy laboratóriumot Blagovescsenszkben. Az obszervatórium számos expedíciót szervezett a hosszúsági különbségek meghatározására, a Vénusz átvonulásainak és napfogyatkozásainak megfigyelésére, valamint az asztroklíma tanulmányozására. 1962-ben az obszervatórium expedíciót küldött Chilébe a déli égbolt csillagainak megfigyelésére.

## Az obszervatórium igazgatói
- 1839–1862 Friedrich Georg Wilhelm von Struve
- 1862–1889 Otto Wilhelm von Struve
- 1890–1895 Fjodor Alekszandrovics Bregyihin
- 1895–1916 Johan Oskar Backlund
- 1916–1919 Arisztarh Apollonovics Belopolszkij
- 1919–1930 Alekszandr Alekszandrovics Ivanov
- 1933–1937 Borisz Petrovics Geraszimovics
- 1937–1944 Szergej Ivanovics Beljavszkij
- 1941–1942 Alekszandr Nyikolajevics Dejcs (megbízott)
- 1944–1946 Grigorij Nyikolajevics Nyeujmin
- 1947–1964 Alekszandr Alekszandrovics Mihajlov
- 1964–1979 Vlagyimir Alekszejevics Krat
- 1979–1982 Kirill Nyikolajevics Tavasztserna
- 1983–2000 Viktor Kuzmics Abalakin
- 2000–2015 Alekszandr Vlagyimirovics Sztyepanov
- 2015–2016 Jurij Anatoljevics Nagovicin
- 2016 óta  Nazar Robertovics Ihszanov

## Fordítás
Ez a szócikk részben vagy egészben  a   Pulkovo Observatory című angol Wikipédia-szócikk fordításán alapul.  Az eredeti cikk szerkesztőit annak laptörténete sorolja fel. Ez a jelzés csupán a megfogalmazás eredetét és a szerzői jogokat jelzi, nem szolgál a cikkben szereplő információk forrásmegjelöléseként.